# 埃利奥特湾
埃利奥特湾（英語：Elliott Bay）是卡斯凯迪亚皮吉特湾中央海盆区的一部分，位于美国华盛顿州，北连西点，南接艾尔凯波因特。19世纪50年代，西雅图建市于埃利奥特湾，其规模后不断扩大，现已囊括了整个海湾。埃利奥特湾通向太平洋的航道是西雅图经济的关键元素，让西雅图港成为了美国最繁忙的一座港口。

## 历史
数千年来，杜瓦米什人居住于埃利奥特湾和杜瓦米什河附近，并在19世纪50年代殖民者到来前，建立起了至少17个定居点。最早建立的白人定居地是由丹尼团建立的新约克艾尔凯，位于今西西雅图的艾尔凯社区。然而，殖民者们经历了一个严冬。严冬结束后，殖民者们穿过埃利奥特湾，迁移到了今拓荒者广场，并建立起了日后的西雅图。西雅图随着时间不断扩大，现不仅已包括了整个海滨，还把海湾定制为城市的主航道。
1841年的威尔克斯探险中，探险队把一个姓“埃利奥特”的人拿来命名埃利奥特湾。队员中拥有该姓氏的人有：牧师贾里德·埃利奥特、服务员乔治·埃利奥特和准少尉塞缪尔·埃利奥特。一般认为，埃利奥特准少尉是最有可能被用来命名的人。不过，另一种说法指出，埃利奥特湾的名字可能来自准将杰西·埃利奥特。1895年，美国地名委员会正式启用“埃利奥特湾”一名，而在此之前，埃利奥特湾也被称为杜瓦米什湾或西雅图港。

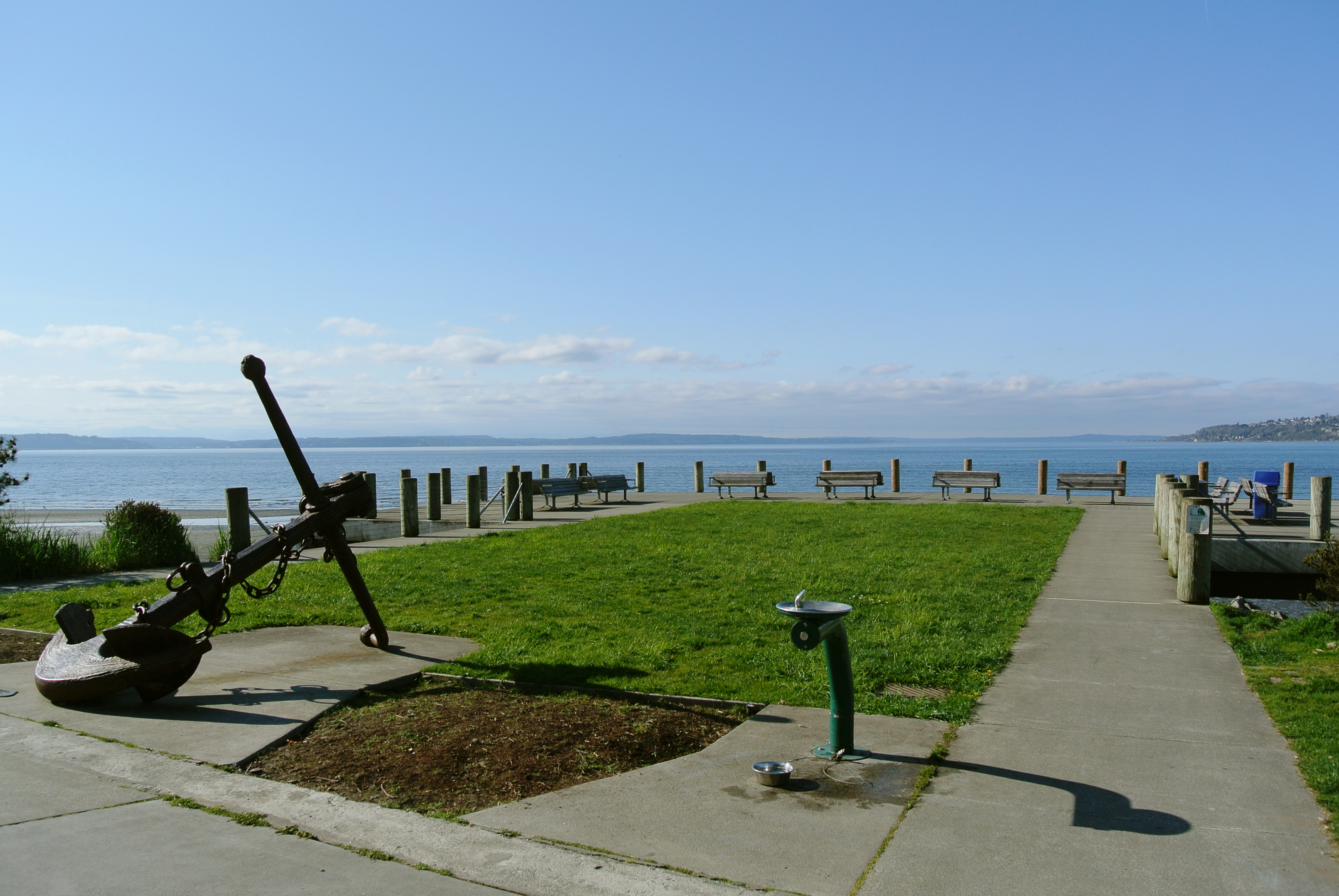
西西雅图杜瓦米什角

当地有个传说，说在20世纪初期达到活动高峰的皮吉特湾蚊子舰队，是由一个西雅图人命名的，这个西雅图人在评论他俯瞰埃利奥特湾所见时，说舰队的活动与蚊子十分相似。埃利奥特湾中发生了与蚊子舰队相关的两次著名沉船事件：一个是1906年的迪克斯沉船事件，许多人在此事件中丧生；另一个是1911年的马尔特诺马沉船事件。后来，随着汽车和渡轮的普及，埃利奥特湾上的商业客运服务逐渐消失。
波音307的最后一架模型在2002年的最终飞行测试中，从波音机场飞往埃弗里特时迫降到了埃利奥特湾上。为了准备在美国国家航空航天博物馆的展出，这架名为飞云的模型飞机曾参与为期8年的修复计划。虽然发生了迫降事故，这家模型飞机还是被再次修复，然后飞向史密森尼，并在那里被展出。

## 特点

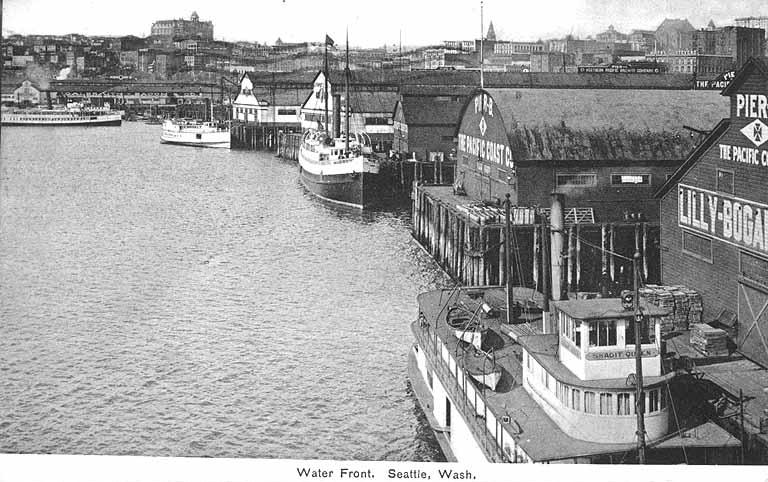
从太平洋海岸区的科尔曼码头北望埃利奥特湾和西雅图水岸，摄于约1907年

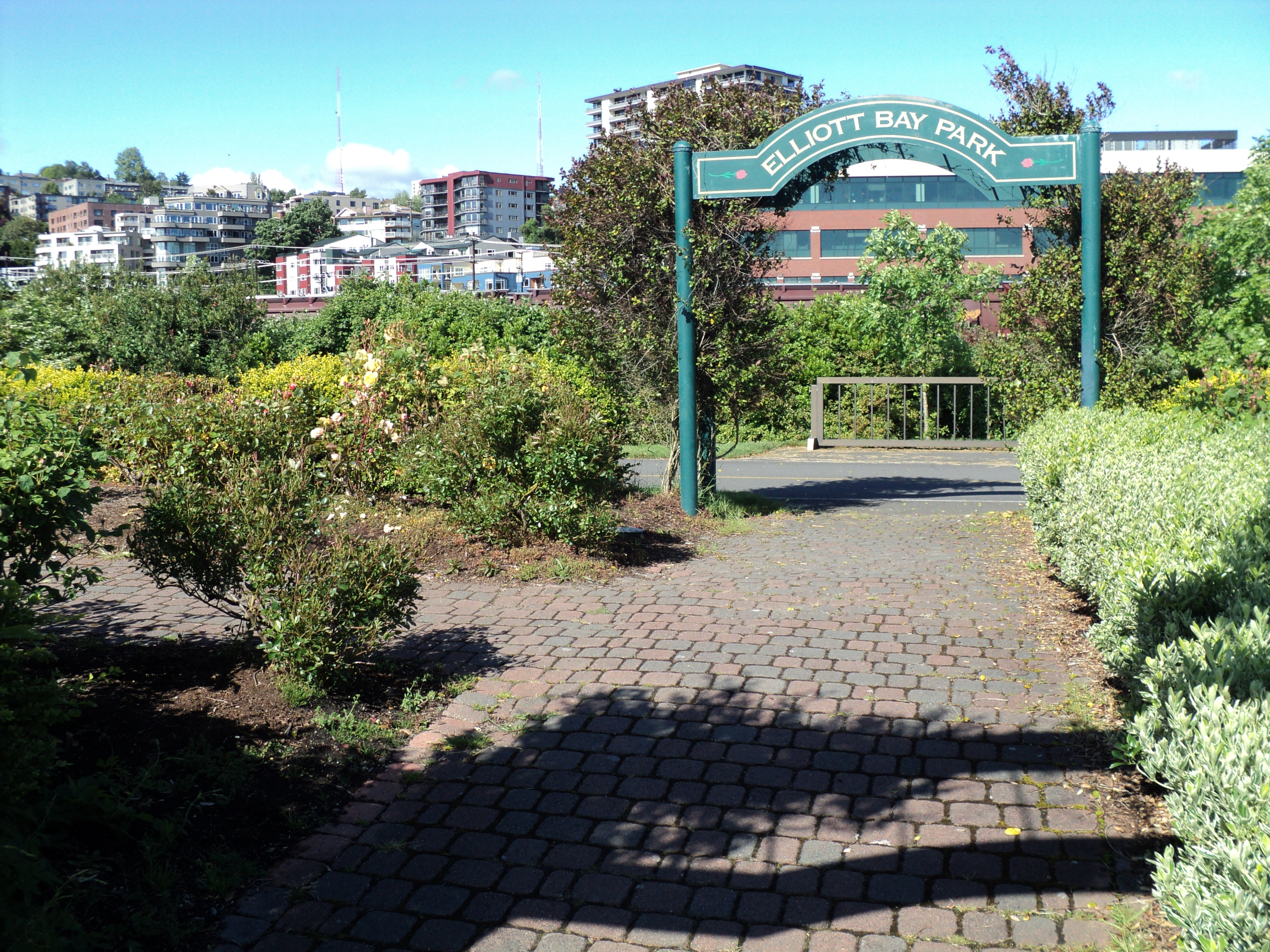
位于西雅图市中心水岸边上的埃利奥特湾公园

埃利奥特湾的北入口和南入口分别是皮吉特湾上的两座海角——西点和艾尔凯波因特。两座海角之间的一条线将皮吉特湾和埃利奥特湾区分开：皮吉特湾在西，埃利奥特湾在东。更精确的说，埃利奥特湾位于杜瓦米什角与马格诺利亚崖之间的连线以东。杜瓦米什河流入埃利奥特湾的东南部，20世纪时，人们在杜瓦米什河三角洲修筑了大量水渠，并灌入泥沙，创造出了曾经是世界最大的人工岛——海港岛。三角洲以西，陆地向北伸入杜瓦米什角的港口，到了这里再向东，就是西雅图市的心脏——阿拉斯加路海塘、中央水岸和史密斯湾。
埃利奥特湾拥有2002年的美国第九繁忙（依照20英尺标准集装箱指数排名）、世界第46繁忙的港口——西雅图港。21世纪00年代，西雅图港提供阿拉斯加州游览服务的游轮行业逐渐兴旺。埃利奥特湾还拥有华盛顿州渡轮的主要站点——科尔曼码头。渡轮定期从西雅图出发，前往班布里奇岛和布雷默顿。西雅图-温斯洛（班布里奇岛）航线是华盛顿州渡轮航线中运输车辆和乘客最多的航线。客运渡轮金县水上计程车的航线连接了西雅图市中心、西西雅图西克雷斯特码头和瓦雄岛，并途经埃利奥特湾。
埃利奥特湾上有两个小船坞。其中较大的是私人的埃利奥特湾船坞，它位于史密斯湾的马格诺利亚社区和因特贝社区，并设有1200个船台。 另一个是贝尔港船坞，这个由西雅图港运作的船坞位于贝尔敦，可供70只船只停泊。
许多码头——尤其是西雅图中央水岸边上的——建在埃利奥特湾之上，其中的57号码头和59号码头上安置有旅游景观，比如西雅图摩天轮和西雅图水族馆；67号码头上有着埃奇沃特酒店；86号码头上有一个路易达孚集团运作的大型谷物航运站， 谷物从这里出发，经过埃利奥特湾小道和一个狭窄的海岸公园被运输到停靠在码头的货船上，而在那个海岸公园中，设有位于史密斯湾附近的公共钓鱼码头。91号码头位于史密斯湾中，多年以来，该码头的用处多样，包括储存进口汽车和鱼类，最近它成为了停靠阿拉斯加游轮的码头。向南到西西雅图，这里的西克雷斯特公园设有另一个公共钓鱼码头和一个潜水点.
西雅图地理中有一个重要方面，那就是埃利奥特湾经常被媒体提及。1998年的MTV真人秀真实世界：西雅图的拍摄地点，就在埃利奥特湾的70号码头；喜剧欢乐一家亲的主角费瑟·克雷的家，就在以埃利奥特湾命名的虚构地点“埃利奥特湾塔”；剧情设定在西雅图的犯罪片The Killing的第三季中的嫌疑人雷·苏厄德（英語：Ray Seward），被监禁在虚构的埃利奥特湾监狱；总部设在西雅图都会区的微软，把埃利奥特湾的简化地图用作Windows Phone 7的“地图”应用的图标。

## 生态
埃利奥特湾一直是环境问题的焦点。海岸线上和杜瓦米什河河岸上的城市和工业的发展，引发了人们对水中污染物含量的担忧。超级基金法案在南海岸线上建立了两个水质净化站：哈伯岛和洛克希德西西雅图旧址。另外，还有几个用来净化水质的站点，比如太平洋湾资源站和杜瓦米什河下游的几个站点。
市中心的水岸是从杜瓦米什河迁徙而来的幼年鲑鱼的栖息地，但是，由于码头下面极其黑暗，加上垂直的阿拉斯加路海塘沿线缺少食物，这里并不适合幼年鲑鱼生存。海塘重建计划旨在通过安装水下结构来制造鲑鱼可以觅食，且太阳光可以透过玻璃砖(悬挂在海湾上)来提供照明的浅滩，以此来改善鲑鱼的栖息地。